# Bandschlüssel
Als Bandschlüssel oder auch Riemenschlüssel wird ein Werkzeug bezeichnet, bei dem ein zu lösendes Objekt mittels Kette oder Band gegriffen wird. Das Band oder die Kette wird dabei fest um das Objekt gezogen, bis es aufgrund hoher Haftreibung nicht mehr verrutschen kann. 

## Häufige Verwendungen
Bandschlüssel gibt es in diversen Ausführungen und für eine Reihe von Spezialanwendungen.

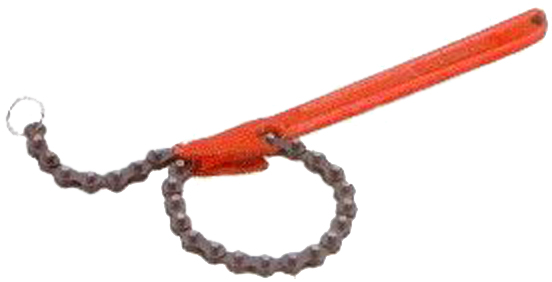
Bandschlüssel mit Kette
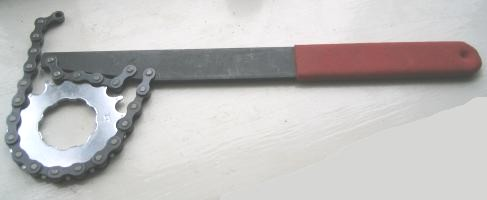
Eine Kettenpeitsche mit einem Fahrradritzel.
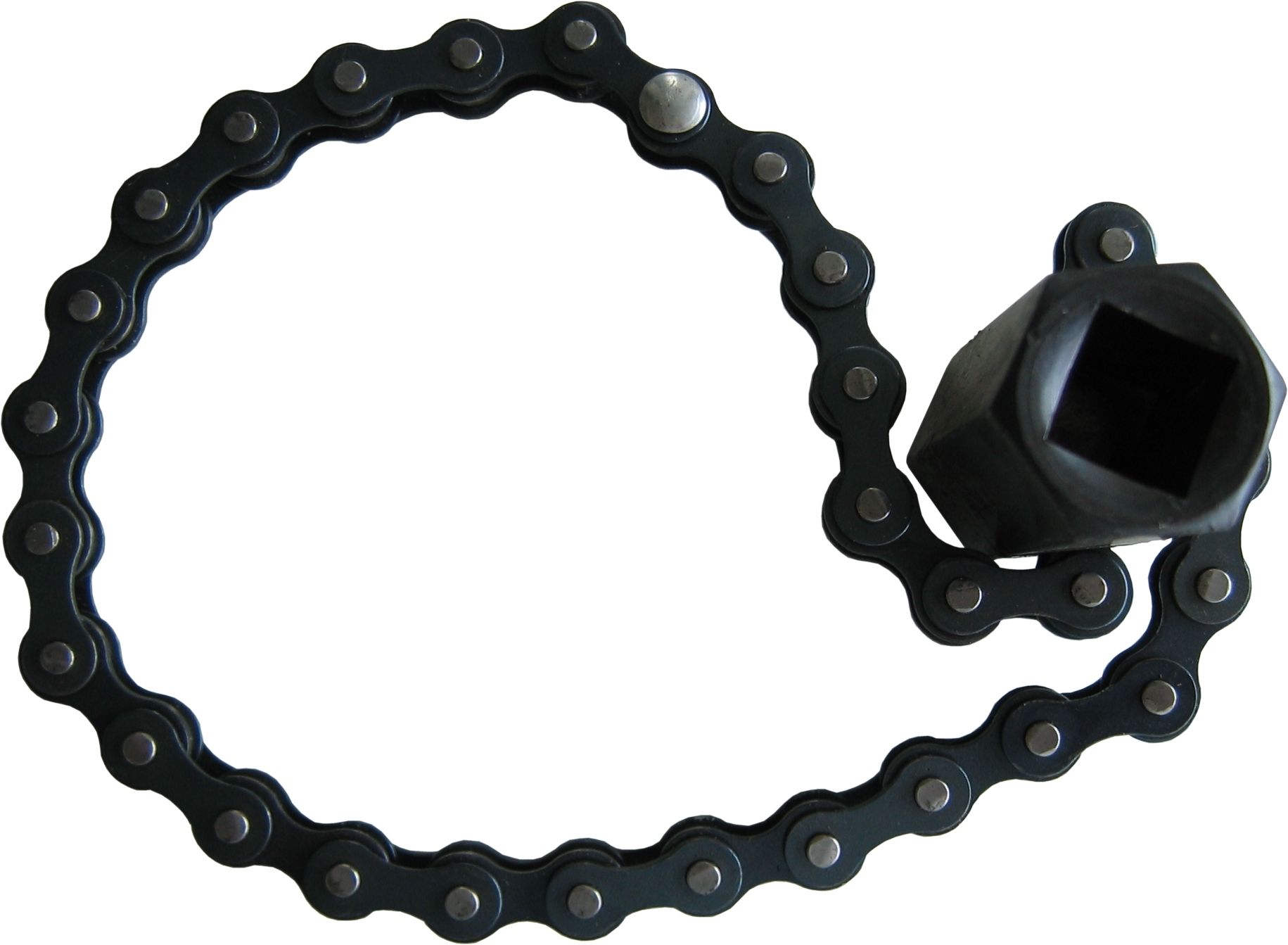
Eine Ausführung eines Ölfilterschlüssels als Bandschlüssel
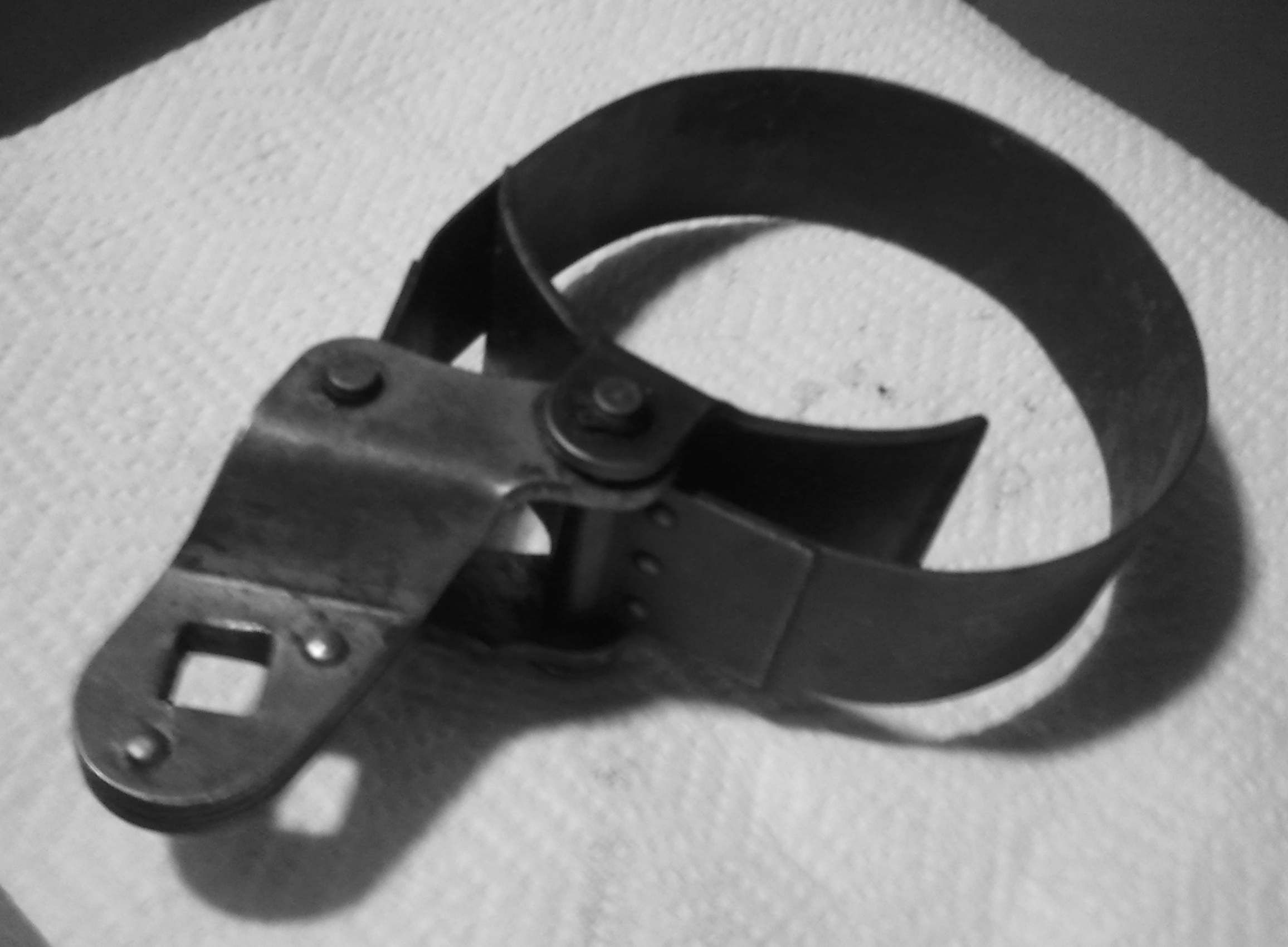
Eine weitere Ausführung eines Ölfilterschlüssels.

### Ölfilterschlüssel
Um Einweg-Dosenfilter an Kraftfahrzeugen zu lösen, sind im Handel u. a. Ölfilterschlüssel als Bandschlüsselausführung erhältlich. Daneben gibt es noch Ölfilterschlüssel zum Aufstecken auf eine Umschaltknarre oder in Zangenausführung.

### Kettenpeitsche
Eine Kettenpeitsche ist ein Werkzeug, das für Fahrradreparaturen benutzt wird und stellt eine Sonderform des Bandschlüssels dar.

### Gurtrohrzange
Um verchromte Armaturen beim Lösen nicht zu Beschädigen, wird anstelle einer Rohrzange eine Form des Bandschlüssels, verwendet, die als Gurtrohrzange bezeichnet wird.

## Vorteile
Ein Bandschlüssel hat im Gegensatz zu einer Zange keine Backen, die auf den Oberflächen der zu lösenden Objekte Kratzspuren hinterlassen (geeignetes Bandmaterial vorausgesetzt). Außerdem kann ein Bandschlüssel zum Lösen unterschiedlich dicker Objekte verwendet werden.